# Volkhard Laitenberger
Volkhard Laitenberger (* 15. November 1940 in Calw; † 26. März 2024 in Berlin) war ein deutscher Historiker.
Laitenberger wurde 1976 an der Freien Universität Berlin promoviert. Er leitete das Archiv der Ludwig-Erhard-Stiftung in Bonn und war anschließend unter Kanzler Helmut Kohl als Gruppenleiter für Kulturpolitik im Bundeskanzleramt tätig. Er war Vorstandsmitglied der Deutschen Stiftung Denkmalschutz.

## Schriften (Auswahl)
- mit Georg Laitenberger: Und nicht in Klagen enden ... Der Calwer Komponist Theophil Laitenberger (1903–1996). Leben und Werk in Selbstzeugnissen. Calw 2003, ISBN 3-9806875-7-0.
- mit Friederike Enders: Gegenübergestellt: Soziale Marktwirtschaft und sozialistische Errungenschaften. Melle 1990, ISBN 3-88368-191-1.
- Ludwig Erhard. Der Nationalökonom als Politiker (= Persönlichkeit und Geschichte. Bd. 126/127/128), Muster-Schmidt, Göttingen/Zürich 1986, ISBN 3-7881-0126-1.
- Akademischer Austausch und auswärtige Kulturpolitik. Der Deutsche Akademische Austauschdienst (DAAD) 1923–1945 (= Quellensammlung zur Kulturgeschichte. Bd. 20). Muster-Schmidt, Göttingen/Frankfurt am Main/Zürich 1976, ISBN 3-7881-1221-2 (Zugleich: Berlin, Freie Universität, Philosophie und Sozialwiss., Dissertation, 1975, u.d.T.: Deutsch-ausländischer Studentenaustausch 1923–1945).